# 커터 (영화)
"커터"는 2016년에 개봉한 대한민국의 영화이다.

## 캐스팅
- 최태준 : 세준 역
- 김시후 : 윤재 역
- 문가영 : 은영 역
- 한정우 : 범일 역
- 김민규 : 종호 역
- 이승연 : 윤재 모 역
- 위하준 : 정태 역
- 엄예진 : 여학생 1 역
- 김민하 : 여학생 2 역
- 김상일 : 담임선생님 역
- 장서경 : 이지혜 역
- 염상태 : 세준 부 역
- 정아미 : 세준 모 역
- 조장현 : 정태친구 1 역
- 박지후 : 정태친구 2 역
- 권순형 : 세준후배 1 역
- 이승환 : 세준후배 2 역
- 박성민 : 세준후배 3 역
- 김석진 : 반장 역
- 정예진 : 수진 역
- 전고은 : 민희 역
- 김강산 : 불량학생 1 역
- 함형조 : 불량학생 2 역
- 최찬욱 : 불량학생 3 역
- 나은주 : 원무과직원 역
- 김진환 : 악기상주인 역
- 이숙진 : 덩치큰여성 역
- 천소라 : 여자 1 역
- 문진희 : 여자 2 역
- 강민경 : 여자 3 역
- 임새라 : 여자 4 역
- 한정화 : 여자 5 역
- 차서율 : 여자 6 역
- 황혜림 : 여자 8 역
- 김윤주 : 여자 9 역
- 정종열 : 중년남성 역
- 이혁 : 중년남성 2 역
- 전혜영 : 향수가게직원 역
- 김수은 : 간호사 1 역
- 박성희 : 여자앵커 역
- 권정민 : 뉴스기자 역
- 박진수 : 형사 1 역
- 문창준 : 형사 2 역
- 편보승 : 양복중년 역
- 김상빈 : 귓속말학생 1 역
- 전하늘 : 귓속말학생 2 역
- 이가현 : 교무실앞학생 1 역
- 엄혜수 : 교무실앞학생 2 역
- 이영은 : 교무실앞학생 3 역
- 황선영 : 새학교담임 역
- 황유진 : 여환자 역
- 도유승 : 남환자 역
- 안희철 : 교도원 역
- 이서원 : 새학기선생 역
- 염지혜 : 여자아나운서(목소리)
- 이재범 : 남자아나운서(목소리)